# Wilhelm Bielefeld
Wilhelm Bielefeld (* 7. Februar 1899 in Danzig; † 28. November 1979 in Ost-Berlin) war ein deutscher kommunistischer Gewerkschaftsfunktionär und Widerstandskämpfer.

## Leben
Bielefeld besuchte die Volksschule. Anschließend absolvierte er eine Ausbildung zum Revolverdreher. Ab 1917 war er Soldat im Ersten Weltkrieg. 1918 geriet er in französische Kriegsgefangenschaft. Erst 1920 kam er auf freien Fuß. Danach war Bielefeld mehrere Jahre erwerbslos. Anfang der 1920er-Jahre wurde er Mitglied der KPD. Zugleich war er gewerkschaftlich im Deutschen
Metallarbeiter-Verbandes (DMV) organisiert. Bei der Firma Bergmann-Elektricitäts-Werke AG in Berlin-Wedding (Seestraße) wählten ihn die Arbeiter 1927 zum Vorsitzenden des Betriebsrates.
Wegen seines Engagements für die Revolutionäre Gewerkschafts-Opposition (RGO) wurde Bielefeld 1929 aus dem DMV ausgeschlossen. Anfang November 1930 gehörte Bielefeld zu den Mitbegründern des kommunistischen Einheitsverbandes der Metallarbeiter Berlins (EVMB). 1931 übernahm er für den Verband die Bezirksleitung in Berlin-Wedding. Zudem gehörte er zunächst dem erweiterten und ab 1932 dem engeren Vorstand des EVMB an.
Nach der Machtübernahme der Nationalsozialisten engagierte sich Bielefeld im Widerstand. Neben Rudolf Lentzsch, Walter Kautz, August Bolte und Oskar Walz gehörte Bielefeld zu den wichtigsten Funktionären des illegalen EVMB, der zu den bedeutendsten gewerkschaftlichen Widerstandsgruppen in der Anfangsphase des NS-Regimes gehörte. Als Instrukteur des illegalen EVMB übernahm er die Verantwortung für die Verbandsbezirke Reinickendorf-West, Gesundbrunnen, Wedding und Reinickendorf-Ost. Der Politikwissenschaftler und Historiker Siegfried Mielke schreibt im Hinblick auf die Aufgaben Bielefelds in der illegalen Gewerkschaftsgruppe: „Neben Koordinationsaufgaben zwischen den Bezirken, warb Bielefeld seinerseits die späteren EVMB-Verbindungsleute Karl Bienert, Johnnie Hagge und Albert Schamedatus für die illegale Arbeit des EVMB an. Er organisierte ferner den Aufbau neuer Zellen, die Verteilung von illegalen Publikationen wie dem ‚Informationsmaterial des EVMB’. Außerdem koordinierte er den Verkauf von Beitragsmarken und nicht zuletzt die Lieferung von Berichten aus den Betrieben und Stempelstellen. Dabei interessierte die EVMB-Führung insbesondere, ob in den Betrieben Kriegsmaterial hergestellt wurde. Ferner wollte die Verbandsleitung Auskünfte über die Arbeitsverhältnisse und die Tätigkeit der NS-Vertrauensräte.“
Am 12. Dezember 1933 verhaftete die Gestapo Bielefeld. Nach Verhören wurde er mehrere Wochen im KZ Columbia und im KZ Oranienburg inhaftiert. Anschließend kam er ins Untersuchungsgefängnis Moabit. Der Vierte Strafsenat des Kammergerichts Berlin verurteilte Bielefeld wegen „Vorbereitung zum Hochverrat“ zu einer Haftstrafe in Höhe von zwei Jahren, die im Zuchthaus zu verbringen waren. Die Haftzeit verbrachte Bielefeld, der als einer der Rädelsführer der illegalen Organisation bezeichnet wurde, im Zuchthaus Brandenburg-Görden.
Nach der Entlassung aus der Haft stand Bielefeld unter Polizeiaufsicht. Er fand schwer einen neuen Arbeitsplatz. 1944 wurde er in eine Strafdivision zur Wehrmacht eingezogen. Im Frühjahr 1945 kam Bielefeld in Frankreich in US-amerikanische Kriegsgefangenschaft.
Nach der Entlassung aus der Kriegsgefangenschaft im Juli 1946 kehrte Bielefeld nach Berlin zurück. Er trat in die SED und in den Freien Deutschen Gewerkschaftsbund (FDGB) ein. Zunächst war er als Sachbearbeiter des Bezirksamtes Berlin-Wedding tätig. 1947 nahm er eine Stelle als hauptamtlicher Sekretär der IG Metall des FDGB von Groß-Berlin an, für die er jahrelang tätig war.